# Relations entre le Bangladesh et le Kirghizistan
Les relations entre le Bangladesh et le Kirghizistan sont les relations bilatérales de la république populaire du Bangladesh et de la République kirghize. Les relations entre les deux pays ont été qualifiées de fortes. Le peuple de la République kirghize, en tant que république constitutive de l'ancienne Union soviétique, a soutenu la cause du Bangladesh pendant la guerre de libération. Aucun des deux pays n'a d'ambassadeur résident dans l'autre.

## Éducation
Le secteur de l'éducation a été reconnu comme un domaine potentiel pour faire avancer la coopération bilatérale entre le Bangladesh et le Kirghizstan. Le Kirghizstan a montré son intérêt pour l'octroi de bourses d'études aux étudiants bangladais qui ont l'intention de poursuivre des études supérieures,.

## Culture
Le Bangladesh et le Kirghizstan ont identifié la coopération culturelle comme un moyen important d'étendre leurs liens bilatéraux. En 2014, un protocole d'accord a été signé entre les deux pays pour organiser les Journées de la culture du Kirghizstan au Bangladesh, les rôles s'inversant en 2015.

## Économie
Le Bangladesh et le Kirghizistan ont tous deux montré un vif intérêt pour l'expansion des activités économiques bilatérales. Le Bangladesh a montré un intérêt pour l'importation de coton en vrac du Kirghizstan pour son industrie textile. Le Bangladesh est le deuxième producteur mondial de vêtements, derrière la Chine, et a pour cela besoin d'une grande quantité de coton de qualité, qu'il espère trouver au Kirghizstan. Les vêtements confectionnés, les produits pharmaceutiques et les produits agricoles ont été identifiés comme des secteurs potentiels pour accroître le commerce et les investissements bilatéraux. L'industrie de la bijouterie est également prometteuse.
En 2013, une délégation commerciale du Bangladesh, dirigée par l'ancien secrétaire au commerce Mahbub Ahmed, s'est rendue au Kirghizstan pour explorer les moyens potentiels d'accroître le commerce et les investissements bilatéraux,. La double imposition a été identifiée comme un obstacle à l'expansion du commerce bilatéral.